# 北海道洞爺高等学校
洞爺湖町立洞爺高等学校（とうやこうとうがっこう、Toya High School）は、北海道虻田郡洞爺湖町（旧洞爺村）にあった公立（町立）の高等学校　である。

## 沿革
- 1952年（昭和27年）
  - 4月1日 - 北海道伊達高等学校洞爺分校設置認可（夜間定時制普通科1学級、男女生徒53名入学）
  - 11月1日 - 北海道洞爺高等学校として独立
- 1956年（昭和31年）3月1日 - 第1回卒業式挙行（男女25名卒業）
- 1961年（昭和36年）
  - 4月 - 校章・校歌設定、本年度第1学年より中間季節課程を実施
  - 9月12日 - 創立10周年記念式典挙行
- 1966年（昭和41年）4月1日 - 夜間定時制普通科から季節定時制農業学科に転換
- 1971年（昭和46年）10月29日 - 校舎増築工事完成（鉄筋コンクリート2階建校舎765m2）
- 1972年（昭和47年）2月28日 - 創立20周年記念式典挙行
- 1974年（昭和49年）12月10日 - 硝子温室完成
- 1975年（昭和50年）
  - 5月 - 道貯蓄推進委員会より研究指定校の委嘱を受ける
- 1978年（昭和53年）
  - 2月27日 - 胆振管内教育実践表彰を受ける
  - 11月14日 - 北海道教育実践表彰を受ける
- 1981年（昭和56年）4月1日 - 定時制生活科より全日制家政科への課程・学科変更
- 1984年（昭和59年）
  - 2月10日 - 定時制課程閉課・創立30周年記念式典挙行
  - 3月10日 - 定時制生活科第15回・全日制家政科第1回卒業式挙行
  - 4月1日 - 校訓制定
- 1996年（平成8年）4月1日 - 全日制家政科「生活ビジネス科目」に学科転換
- 1999年（平成11年）
  - 3月1日 - 全日制家政科生活ビジネス科第1回卒業証書授与式挙行
  - 8月15日 - 家庭看護・福祉実習室完成
  - 8月16日 - インターネット導入（情報処理室コンピュータ室更新）
- 2001年（平成13年）
  - 6月1日 - 創立50周年記念植樹
  - 11月10日 - 創立50周年記念式典・祝賀会挙行
- 2002年（平成14年）4月1日 - 学校教育目標改善・2学期制導入・文部科学省「豊かな体験活動推進校」に指定を受ける
- 2003年（平成15年）
  - 3月1日 - 全日制課程生活ビジネス科第5回卒業証書授与式挙行
  - 3月13日 - 胆振館内教育実践表彰受賞
- 2006年（平成18年）
  - 3月1日 - 全日制生活ビジネス科第8回卒業証書授与式挙行
  - 3月27日 - 洞爺村と虻田町が合併、洞爺湖町誕生。洞爺湖町立の学校となる
- 2012年（平成24年）8月 - 平成26年度から生徒募集停止を発表
- 2016年（平成28年）3月 - 洞爺湖町立洞爺高等学校閉校[1]

## 校訓
- 「明るい心」：素直な心で身につけたものを若々しくはつらつと発展させていくことを願って明るい心を設定した
- 「素直な心」：自己の能力を伸ばし、人間性豊かに成長していくためにその基礎基本となるものとして素直な心を設定した

## 部活動・家庭クラブ活動等
- 卓球部
- バドミントン部
- ソフトテニス部
- 柔道部
- 茶道同好会
- 情報処理部
- 料理同好会
- 手芸同好会
- 家庭クラブ